# Gyilkos-ér
A Gyilkos-ér a Jászságban ered, Jászberénytől északra, Jász-Nagykun-Szolnok vármegyében. A csatorna forrásától kezdve északkeleti irányban halad, majd Jászberény északkeleti részénél éri el a Zagyvát. A csatorna összeköti a Zagyvát a Kis-Gyilkos-csatornával.
A Gyilkos-ér vízgazdálkodási szempontból a Zagyva Vízgyűjtő-tervezési alegység működési területét képezi.

## Part menti települések
- Jászberény